# Fernando da Fonseca Mesquita e Sola
Fernando da Fonseca Mesquita e Sola (Reigada (Figueira de Castelo Rodrigo), 1 de dezembro de 1795 — Reigada, 14 de dezembro de 1857), 1.° e único barão e 1.° visconde de Francos, foi um oficial general do Exército Português que, entre outras funções de relevo, foi Ministro e Secretário de Estado dos Negócios da Guerra do 17.º governo da Monarquia Constitucional e do 20.º governo da Monarquia Constitucional, deputado às Cortes, par do Reino e comandante-geral da Guarda Municipal de Lisboa.

## Biografia
Nasceu na vila de Reigada, então parte do concelho de Almeida, filho de Luís de Sola Teles, proprietário na vila de Reigada, e de sua mulher Leonor Teresa de Castro, filha de José Henriques de Castro, proprietário na vila da Covilhã, e de sua mulher, Brites Maria Teodora.
Assentou praça no Exército em agosto de 1813, no Depósito de Mafra, como aluno do Real Colégio Militar, sendo despachado alferes em 1819, e promovido a tenente em 1820.
Aderiu à causa liberal, sendo obrigado a exilar-se para Inglaterra em 1828. Transferiu-se para a cidade do Rio de Janeiro e depois para Brest, onde integrou a expedição que partiu de Belle-Isle para a ilha Terceira. Integrou as forças liberais acantonadas em Angra, integrando-se na expedição que que em 8 de julho de 1832 executou o desembarque do Mindelo.
Tendo desembarcado com o Batalhão de Oficiais, a que pertencia, foi nomeado assistente do quartel-mestre-general e promovido a capitão, passando a servir no Estado-Maior da 2.ª Divisão das forças liberais durante o Cerco do Porto. Com a reorganização das forças liberais que ocorreu com a chegada do general Jean-Baptiste Solignac voltou ao seu antigo lugar de assistente do quartel-mestre-general, funções que manteve até à partida de D. Pedro para Lisboa. Foi então nomeado ajudante-de-ordens do general João Carlos de Saldanha Oliveira e Daun, o futuro marechal Saldanha. 
Durante o Cerco do Porto distinguiu-se nas ações de 4 e 24 de março de 1833, e na batalha do dia 25 de julho daquele ano, comandando as forças liberais que impediram que o exército miguelista tivesse forçado a posição de Francos, que era o ponto mais fraco das linhas defensivas do Porto. O general Saldanha, ao relatar ao governo a forma por que o seu ajudante-de-ordens se comportara naquele dia, fez-lhe tão elevados elogios, que o então capitão Sola foi promovido ao posto de major por distinção. Este seu desempenho em Francos está na origem do título de barão de Francos, e depois visconde de Francos, que mais tarde viria a receber.
Até ao fim das campanhas da Guerra Civil Portuguesa prosseguiu dando provas de valentia e coragem, principalmente nas ações de 18 de agosto de 1833 no Porto, de 5 de setembro e 10 de outubro de 1833 em Lisboa, na batalha de Pernes e na batalha de Almoster, pelo que lhe foi agraciado com a comenda da Ordem da Torre e Espada.
Terminada a Guerra Civil, em agosto de 1835 foi enviado para Angola, como secretário do governo daquela colónia, até então governada por uma junta governativa. Manteve-se nesse cargo durante o mandato do governador Domingos de Saldanha Oliveira e Daun, irmão do general Saldanha. Regressou a Portugal em 1838, e recorrendo à sua experiência em Luanda, publicou uma «Memória sobre a província de Angola», saída no Diário do Governo, n.º 163, de 12 de julho de 1838.
Foi nomeado em princípios do ano de 1840, chefe do Estado-Maior da 3.ª Divisão Militar, permanecendo nesta comissão até 1843, em que, sendo já coronel, foi nomeado comandante do Regimento de Granadeiros da Rainha. Em 1846, ao comando deste regimento, tomou parte ativa na contenção da revolta da Maria da Fonte, destacando-se na ação de Torres Vedras, que ocorreu em 22 de dezembro do referido ano de 1846.
Pelos serviços prestados em Torres Vedras, em memória do seu desempenho em Francos durante o Cerco do Porto, foi-lhe concedido, por uma vida, o título de barão de Francos, por decreto de 20 de janeiro de 1847, da rainha D. Maria II. Foi o primeiro e único barão de Francos, pois o título foi extinto quando o seu titular foi elevado a visconde de Francos, por decreto de 30 de junho de 1854.
Em janeiro de 1848 aceitou o cargo de Ministro e Secretário de Estado dos Negócios da Guerra do 17.º governo da Monarquia Constitucional, presidido por João Carlos de Saldanha Oliveira e Daun, então já duque de Saldanha, em funções de 8 de janeiro de 1848 a 29 de janeiro de 1849. Voltou a aceitar o cargo de Ministro e Secretário de Estado dos Negócios da Guerra do 20.º governo da Monarquia Constitucional, também presidido pelo duque de Saldanha, em funções de 1 a 17 de maio de 1851. Nesse mesmo governo exerceu, interinamente, as funções de Ministro e Secretário de Estado dos
Negócios da Marinha e Ultramar. 
Recebeu mais tarde a graduação de brigadeiro e o comando da Guarda Municipal de Lisboa, sendo eleito par do Reino em 1853. Foi elevado ao título de 1.º visconde de Francos, por decreto de 30 de junho de 1854. 
Pedindo a exoneração do comando da Guarda Municipal de Lisboa em agosto de 1856, retirou-se para a sua casa da vila de Arreigada, e ali faleceu, no estado de solteiro. O título de visconde de Francos foi herdado pelo seu sobrinho, José Henriques de Castro Sola, o 2.º visconde de Francos.
Foi comendador da Ordem de Nossa Senhora da Conceição, comendador da Ordem da Torre e Espada, cavaleiro da Ordem de São Bento de Avis e comendador da Ordem de Carlos III de Espanha.